# Loggetta del Sansovino

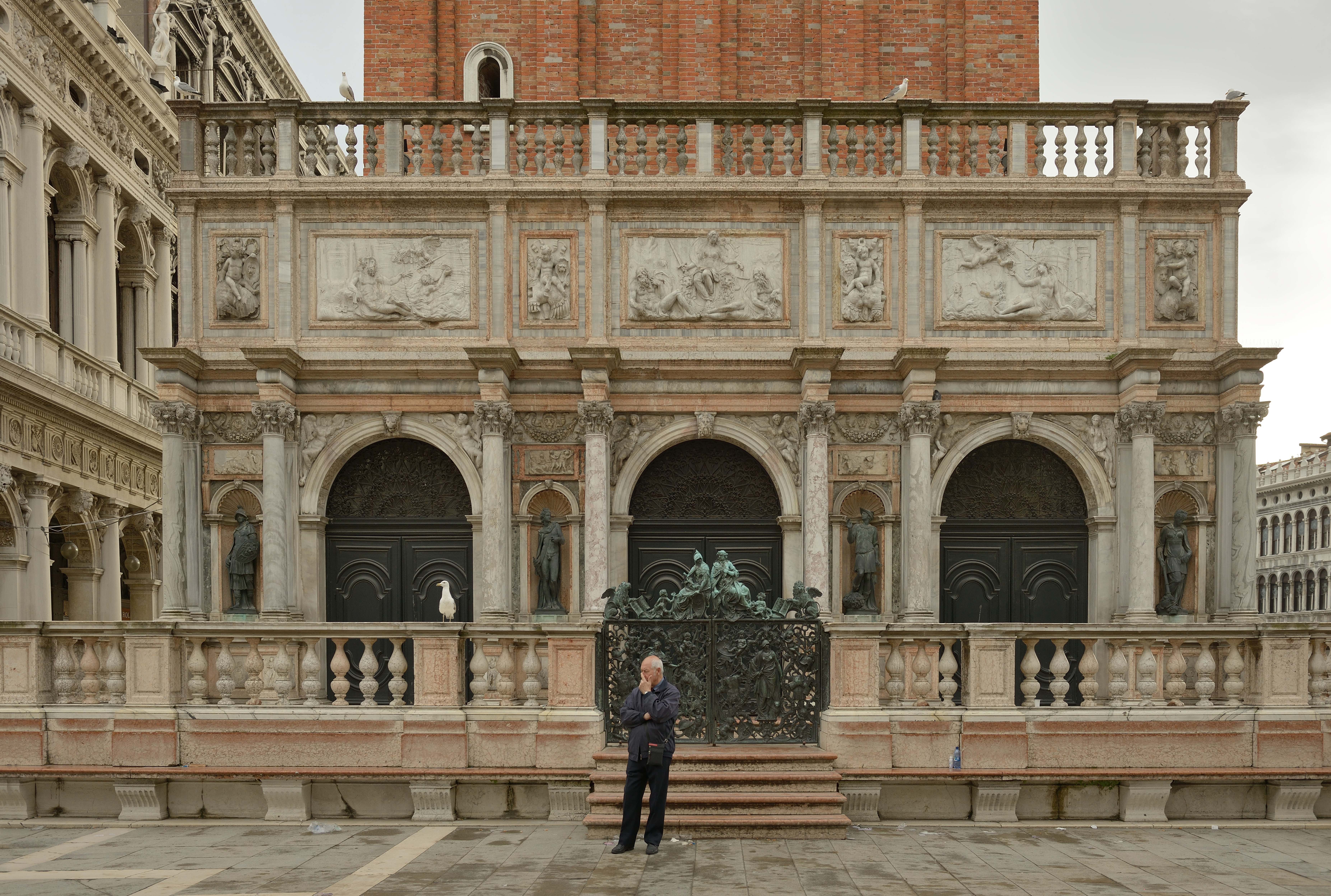
La loggetta del Sansovino

Fregio della loggetta raffigurante allegorie dell'isola di Cipro, Venezia sotto forma di Giustizie e l'isola Creta di seguaci del Sansovino (Tiziano Minio, Girolamo Lombardo, Danese Cattaneo). I rilievi dei putti sono di Antonio Gai del 1750

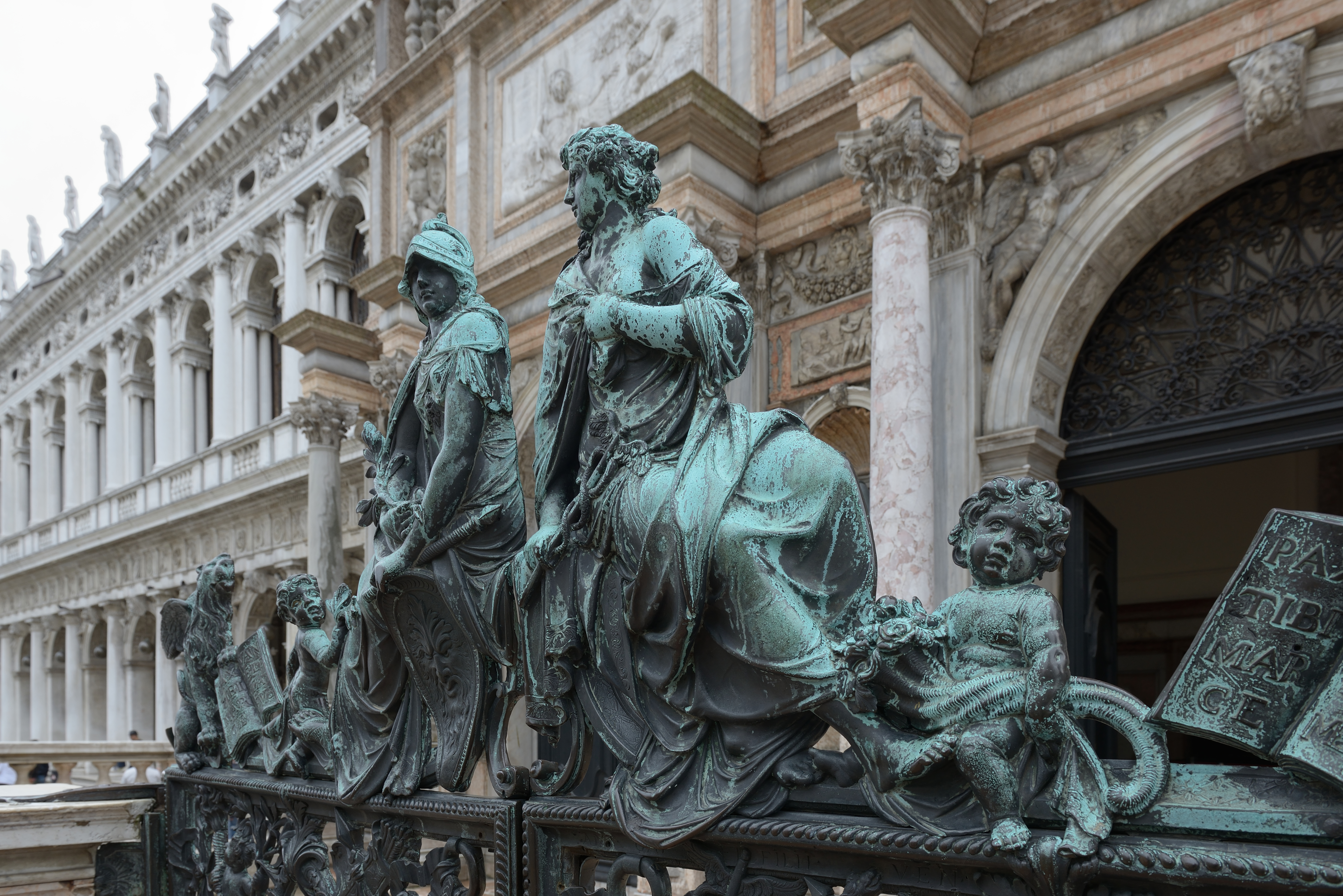
Balaustra realizzata in bronzo da Antonio Gai nel 1737

La loggetta del Sansovino è un piccolo edificio, ideato come un arco trionfale atto ad accogliere i patrizi in procinto di accedere alle sedi di governo dislocate in San Marco e si trova alla base del campanile di San Marco a Venezia.

## Storia
La loggetta fu costruita, su progetto di Jacopo Sansovino, fra il 1537 e il 1549 in sostituzione di un precedente edificio, probabilmente del XIV secolo.
Il prospetto è caratterizzato da tre arcate fra le colonne delle quali, in quattro nicchie, sono poste le statue in bronzo di Minerva, Mercurio, Apollo e la Pace, opera del Sansovino. Sopra le arcate si trovano tre rilievi in marmo: l'isola di Candia, Venezia sotto forma di giustizia e l'isola di Cipro opera di collaboratori. La decorazione dei fregi e la loro disposizione allude alla vita della città e ai suoi territori: Venere che nasce sull'isola di Cipro, Giove protettore dell'isola di Creta e Minerva con i leoni rappresentanti i territori del mare (stato de mar) e della terraferma (stato de tera).
Dal 1569 divenne il posto di guardia degli arsenalotti durante le sedute del Maggior Consiglio.
Nel 1663 fu aggiunta la terrazza con la balaustra in marmo e nello stesso periodo furono modificate le arcate laterali trasformandole in porte.
Il cancello in bronzo che chiude la balaustra, opera di Antonio Gai, è del 1737.
In seguito al crollo del campanile nel 1902 la loggetta fu completamente distrutta e venne ricostruita nel 1912 utilizzando per quanto possibile il materiale originale. In occasione di tale ricostruzione vennero ricoperte con marmo anche le facciate laterali, precedentemente in mattoni.

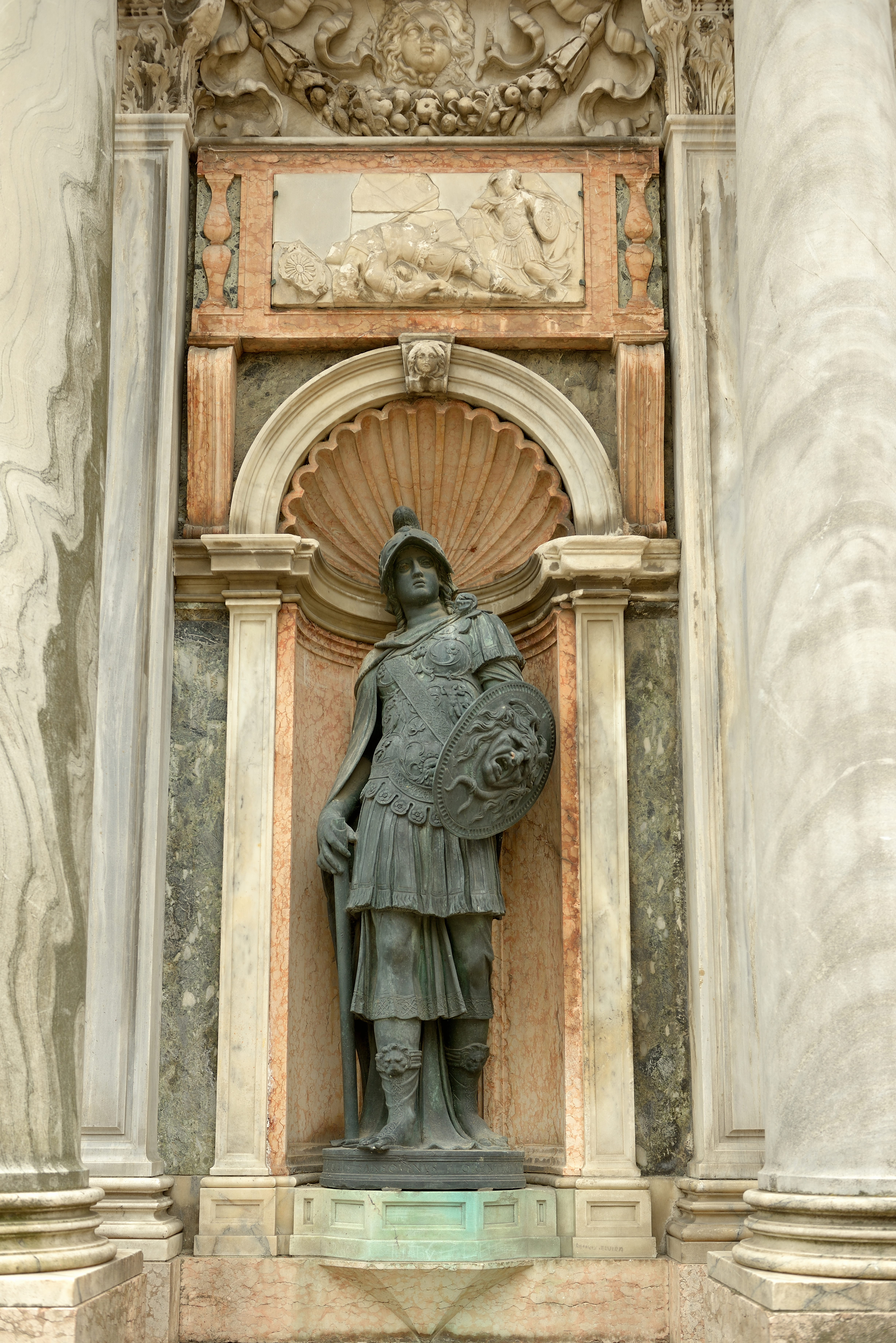
Minerva/Pallade
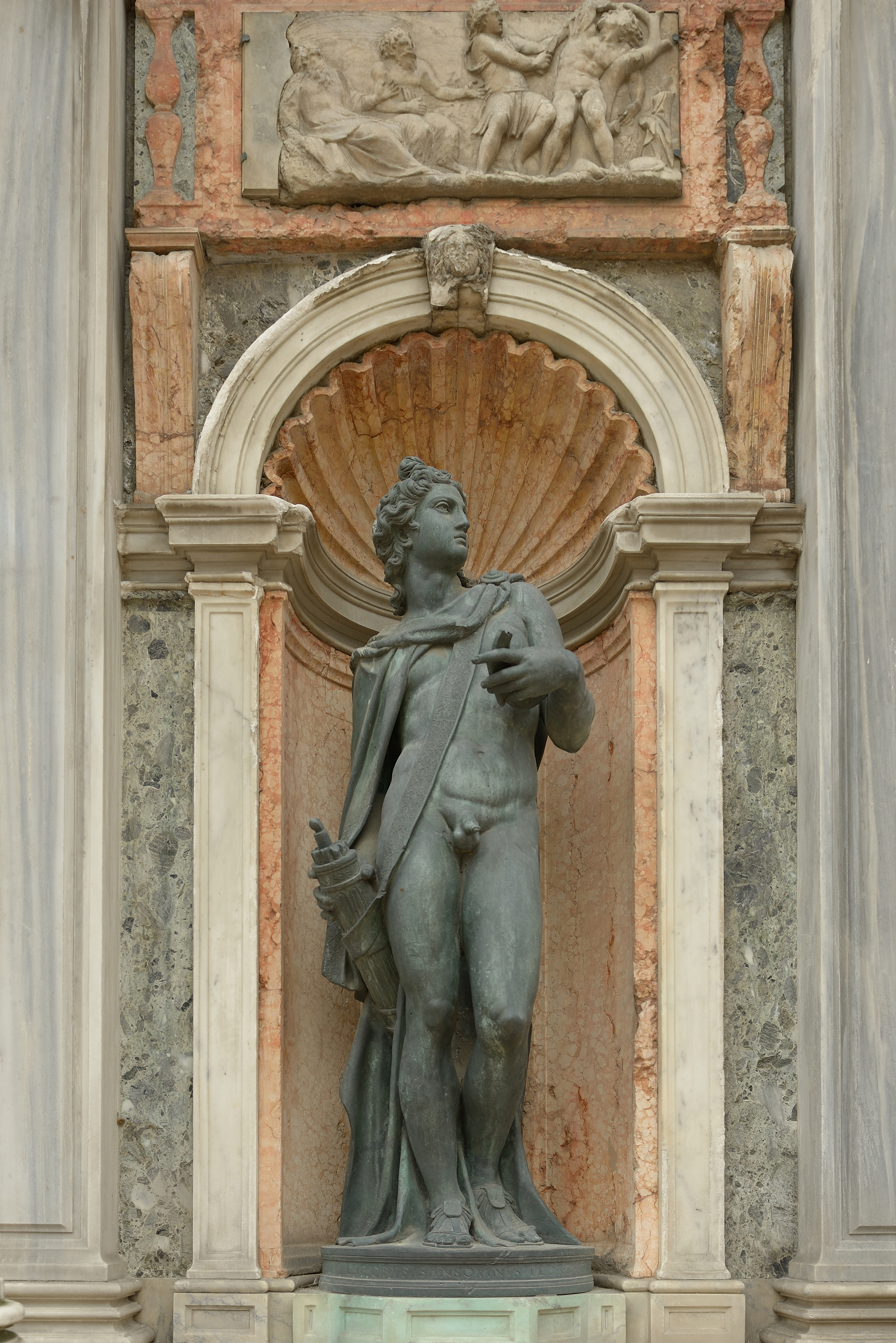
Apollo
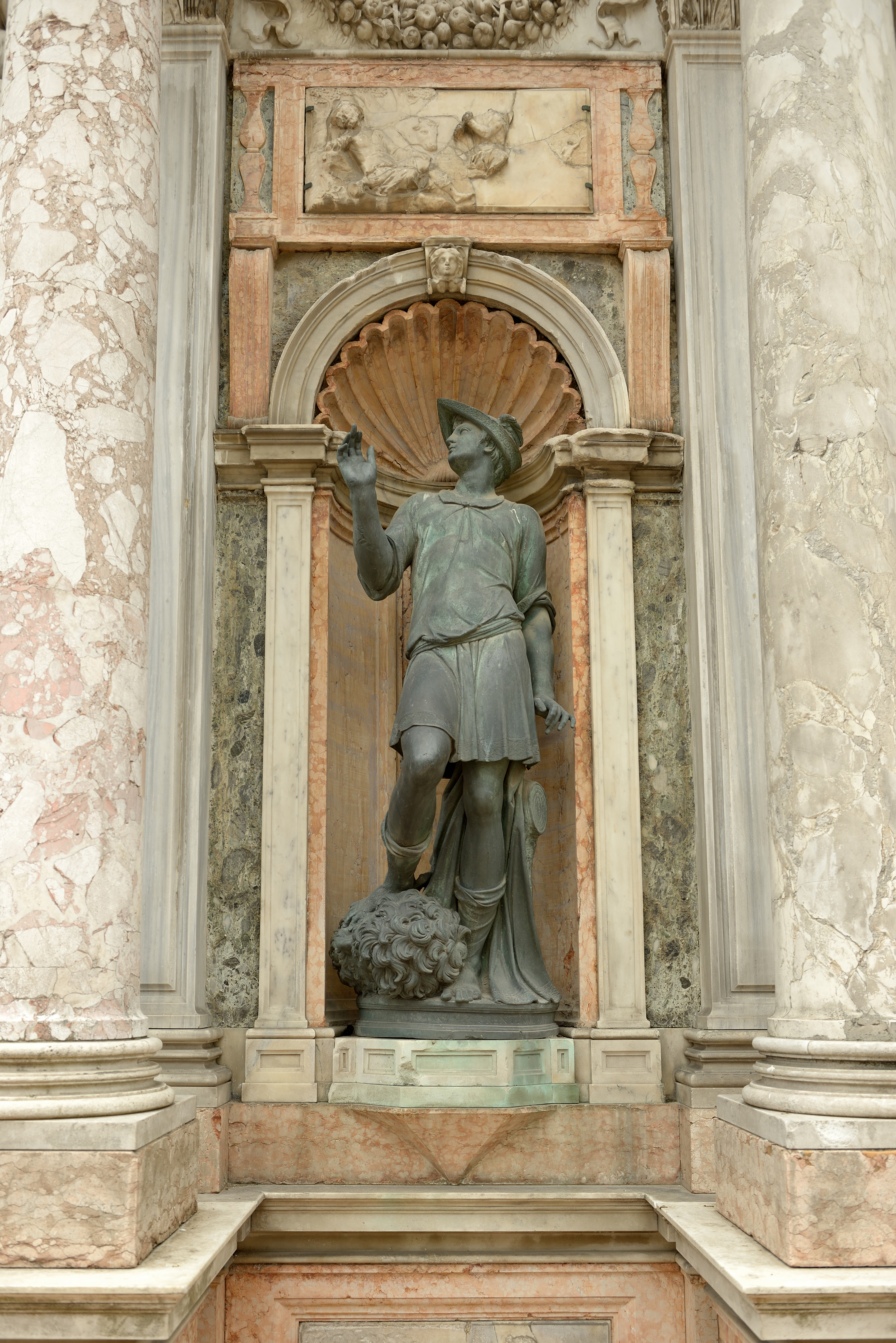
Mercurio
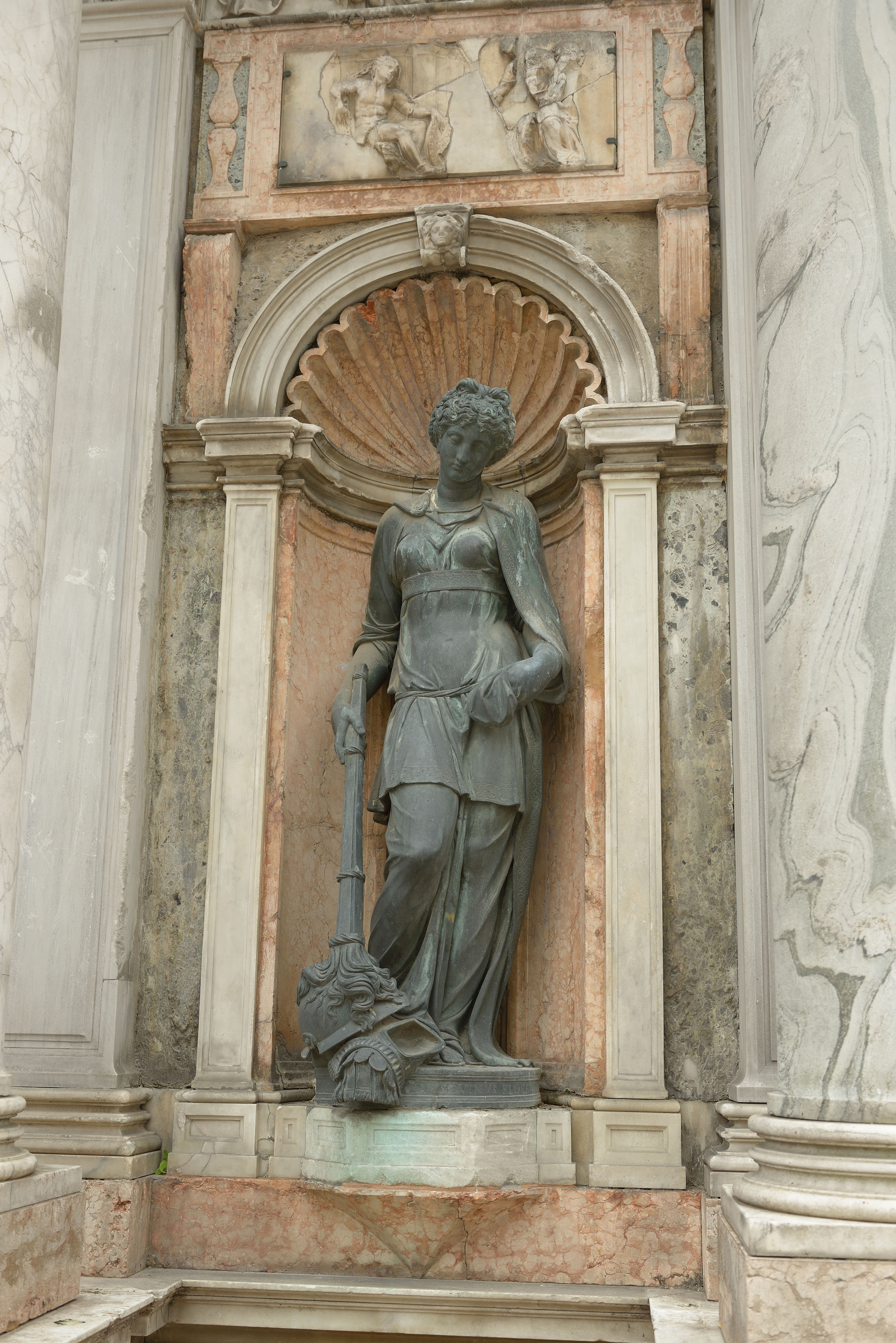
Allegoria della Pace